# Locust
För andra betydelser, se Locust (olika betydelser).

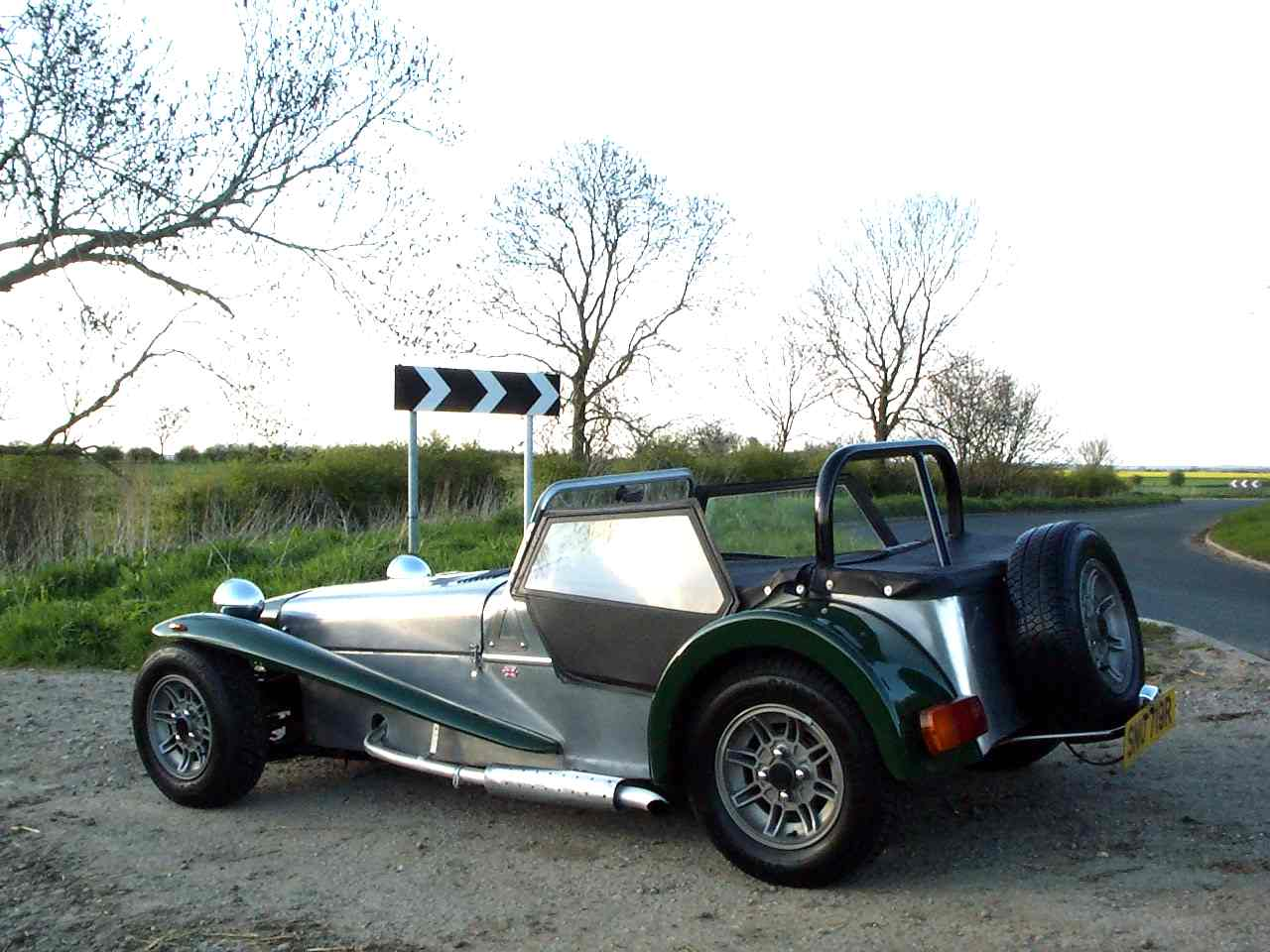
Färdibyggd Locust.

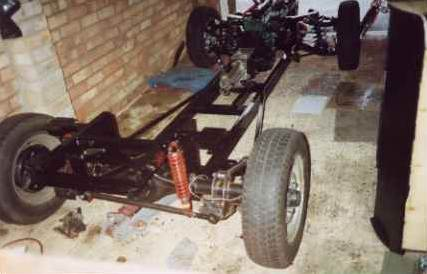
Chassit till en Locust.

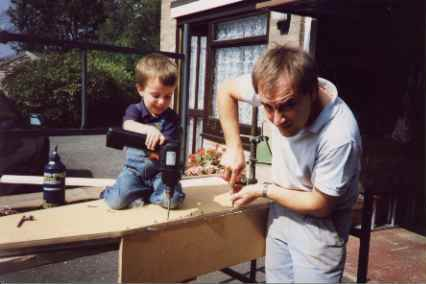
Tillverkning av karossen.

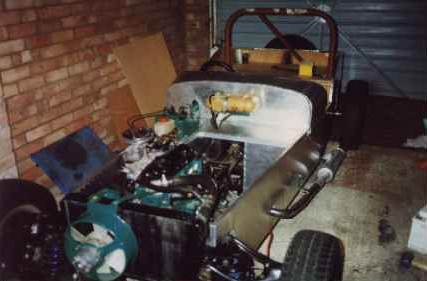
Chassi och kaross. Saknar motorhuv och noskon.

Locust är en Lotus 7-inspirerad byggsatsbil.
Locust skiljer sig från de flesta andra sjuor genom att den inte använder en fackverkskonstruktion utan en järnsängsram där man sedan bygger upp en kaross av spånskiva eller plywood som sedan täcks med tunn aluminiumplåt.
Locust designades ursprungligen av John Cowperthwaite (som också konstruerade JC Midge) och den såldes först som JC Locust av J.C. Auto Patterns. En kopia av den ursprungliga broschyren kan ses här. Senare togs produktionen över av T&J Sportscars som också introducerade en version baserad på Ford Cortina kallad Hornet. En kopia av T&J Sportcars broschyr kan ses här. Senare togs Locust över av White Rose Vehicles (WRV) som utvecklade konstruktionen vidare till Locust ES och också introducerade den Ford Sierra-baserade Locust SIII. I april 2000 tog Locust ES över av BWE Sportcars som också gjorde Hornet och Grasshopper (en elektrisk bil för barn) den Sierra-baserade Series III togs över av Road Tech Engineering.
Idén till Locusten kom sig av att formen på en Lotus 7 tillåter en sådan konstruktion eftersom det inte finns några sammansatta kurvor förutom i noskonen och vingarna.